# تضمین کیفیت جوش
تضمین کیفیت جوش استفاده از روش ها و اقدامات تکنولوژیکی برای آزمایش یا اطمینان از کیفیت جوش و در درجه دوم برای تایید وجود، محل و پوشش جوش است.   در تولید، از جوش برای اتصال دو یا چند سطح فلزی استفاده می شود. از آنجایی که این اتصالات ممکن است در طول عمر محصول با بار و خستگی مواجه شوند، در صورت عدم ایجاد با مشخصات مناسب، احتمال خرابی وجود دارد.

## تست و آنالیز جوش
روش های تست و تجزیه و تحلیل جوش برای اطمینان از کیفیت و صحت جوش پس از تکمیل آن استفاده می شود. این اصطلاح به طور کلی به آزمایش و تجزیه و تحلیل متمرکز بر کیفیت و استحکام جوش اشاره دارد، اما ممکن است به اقدامات تکنولوژیکی برای بررسی وجود، موقعیت و وسعت جوش اشاره کند. این روش ها به دو دسته مخرب و غیر مخرب تقسیم می شوند. چند نمونه از آزمایش‌های مخرب عبارتند از: آزمایش ماکرو اچ، آزمایش شکست جوش فیله، آزمایش کشش عرضی، و آزمایش خمش هدایت‌شده.   روش های مخرب دیگر عبارتند از: تست اسید اچ، تست خمش پشت، تست شکست استحکام کششی، تست شکستن شکاف و تست خمش آزاد.  روش‌های غیر مخرب شامل آزمایش‌های نفوذ فلورسنت، آزمایش‌های  ، آزمایش‌های جریان گردابی (الکترومغناطیسی)، آزمایش هیدرواستاتیک، آزمایش‌هایی با استفاده از ذرات مغناطیسی، روش‌های مبتنی بر اشعه ایکس و اشعه گاما و تکنیک‌های انتشار آکوستیک است. روش های دیگر شامل تست فریت و سختی است.

## روش های مبتنی بر تصویربرداری

### رادیوگرافی صنعتی
بازرسی جوش مبتنی بر اشعه ایکس ممکن است دستی باشد، توسط یک بازرس بر روی تصاویر یا ویدئوهای مبتنی بر اشعه ایکس انجام شود، یا به صورت خودکار با استفاده از بینایی ماشین انجام شود. از اشعه گاما نیز می توان استفاده کرد.

### تصویربرداری نور مرئی
بازرسی ممکن است به صورت دستی، توسط بازرس با استفاده از تجهیزات تصویربرداری، یا خودکار با استفاده از بینایی ماشین انجام شود. از آنجایی که شباهت مواد بین جوش و قطعه کار، و بین نواحی خوب و معیوب، کنتراست ذاتی کمی ایجاد می کند، مورد دوم معمولاً به روش هایی غیر از تصویربرداری ساده نیاز دارد.
یک روش (مخرب) شامل تجزیه و تحلیل میکروسکوپی سطح مقطع جوش است. 

### روش های مبتنی بر اولتراسونیک و آکوستیک
آزمایش اولتراسونیک از این اصل استفاده می کند که یک شکاف در جوش باعث تغییر انتشار صدای اولتراسونیک در فلز می شود. یکی از روش‌های رایج از تست اولتراسونیک تک پروب استفاده می‌کند که شامل تفسیر اپراتور از صفحه نمایش نوع اسیلوسکوپ است. دیگری با استفاده از آرایه دوبعدی حسگرهای اولتراسونیک حس می کند. روش‌های مرسوم، آرایه فازی و پراش زمان پرواز (TOFD) را می‌توان در یک قطعه از تجهیزات آزمایشی ترکیب کرد.
روش‌های انتشار آکوستیک برای صوت ایجاد شده در اثر بارگذاری یا خم شدن جوش نظارت می‌کنند.

### آزمایش لایه برداری جوش های نقطه ای
این روش شامل پاره کردن جوش و اندازه گیری اندازه جوش باقی مانده است.

## نظارت بر جوش
روش های نظارت بر جوش برای اطمینان از کیفیت و صحت جوش در طول فرآیند جوشکاری استفاده می شود. این اصطلاح به طور کلی برای نظارت خودکار برای اهداف کیفیت جوش و در درجه دوم برای اهداف کنترل فرآیند مانند هدایت ربات مبتنی بر بینایی به کار می رود. نظارت بصری جوش نیز در طول فرآیند جوشکاری انجام می شود.
در کاربردهای وسایل نقلیه، هدف نظارت بر جوش امکان بهبود کیفیت، دوام و ایمنی وسایل نقلیه - با صرفه جویی در هزینه در اجتناب از فراخوانی برای رفع بخش بزرگی از مشکلات کیفیت سیستمیک ناشی از جوشکاری غیربهینه است. نظارت بر کیفیت به طور کلی جوشکاری خودکار می‌تواند در زمان توقف تولید صرفه‌جویی کند و نیاز به کار مجدد و فراخوانی محصول را کاهش دهد.
در کاربردهای وسایل نقلیه، هدف نظارت بر جوش امکان بهبود کیفیت، دوام و ایمنی وسایل نقلیه - با صرفه جویی در هزینه در اجتناب از فراخوانی برای رفع بخش بزرگی از مشکلات کیفیت سیستمیک ناشی از جوشکاری غیربهینه است. نظارت بر کیفیت به طور کلی جوشکاری خودکار می‌تواند در زمان توقف تولید صرفه‌جویی کند و نیاز به کار مجدد و فراخوانی محصول را کاهش دهد.
سیستم‌های نظارت صنعتی نرخ بالای تولید را تشویق می‌کنند و هزینه‌های ضایعات را کاهش می‌دهند.

### تصویربرداری منسجم درون خطی
تصویربرداری منسجم درون خطی (ICI) یک تکنیک تداخل سنجی است که اخیراً بر اساس توموگرافی انسجام نوری  توسعه یافته است که برای تضمین کیفیت جوشکاری پرتو لیزر سوراخ کلید، یک روش جوشکاری که در صنایع مختلف محبوبیت پیدا می کند، استفاده می شود. ICI با هدف قرار دادن یک منبع نور باند پهن کم مصرف از طریق همان مسیر نوری لیزر جوشکاری اولیه کار می کند. پرتو وارد سوراخ کلید جوش می شود و توسط پایین سوراخ کلید به اپتیک سر منعکس می شود. یک الگوی تداخلی با ترکیب نور منعکس شده با یک پرتو جداگانه که از مسیری با فاصله مشخص عبور کرده است، تولید می شود. سپس این الگوی تداخل برای به دست آوردن اندازه گیری دقیق عمق سوراخ کلید تجزیه و تحلیل می شود. از آنجایی که این اندازه‌گیری‌ها در زمان واقعی به دست می‌آیند، ICI همچنین می‌تواند برای کنترل عمق نفوذ لیزر با استفاده از اندازه‌گیری عمق در یک حلقه بازخوردی که توان خروجی لیزر را تعدیل می‌کند، استفاده شود.

### روش تحلیل حرارتی گذرا
تجزیه و تحلیل حرارتی گذرا برای طیف وسیعی از وظایف بهینه سازی جوش استفاده می شود.

### روشپردازش تصویر امضا

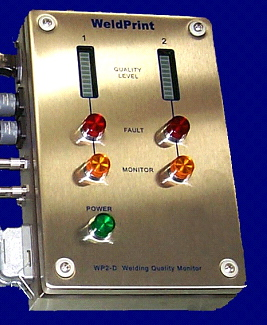
تحلیلگر WeldPrint که از SIP برای تحلیل صنعتی کیفیت جوش استفاده می کند.

پردازش تصویر امضا (SIP) یک فناوری برای تجزیه و تحلیل داده های الکتریکی جمع آوری شده از فرآیندهای جوشکاری است. جوشکاری قابل قبول نیازمند شرایط دقیق است. تغییرات در شرایط می تواند یک جوش را غیرقابل قبول کند. SIP امکان شناسایی عیوب جوشکاری را در زمان واقعی فراهم می کند، پایداری فرآیندهای جوشکاری را اندازه گیری می کند و بهینه سازی فرآیندهای جوشکاری را امکان پذیر می کند.

### توسعه
ایده استفاده از داده‌های الکتریکی تحلیل‌شده توسط الگوریتم‌ها برای ارزیابی کیفیت جوش‌های تولید شده در ساخت روباتیک در سال 1995 از تحقیقات دانشیار استفان سیمپسون در دانشگاه سیدنی در مورد پدیده‌های فیزیکی پیچیده‌ای که در قوس‌های جوشکاری رخ می‌دهند پدیدار شد. سیمپسون متوجه شد که راهی برای تعیین کیفیت جوش می‌تواند بدون درک قطعی از آن پدیده‌ها ایجاد شود. توسعه شامل:
1. روشی برای مدیریت بلوک های داده نمونه گیری شده با در نظر گرفتن آنها به عنوان امضاهای پرتره فضای فاز با پردازش تصویر مناسب. به طور معمول، یک ثانیه از داده های ولتاژ و جریان جوش نمونه برداری شده از پالس GMAW یا فرآیندهای جوش قوس کوتاه جمع آوری می شود. داده ها به یک هیستوگرام دو بعدی تبدیل می شوند و عملیات پردازش سیگنال مانند صاف کردن تصویر انجام می شود.[۱۲]
2. تکنیکی برای تجزیه و تحلیل امضاهای جوشکاری بر اساس روش های آماری علوم اجتماعی، مانند تجزیه و تحلیل اجزای اصلی . رابطه بین ولتاژ جوش و جریان، وضعیت فرآیند جوشکاری را منعکس می کند و تصویر امضا شامل این اطلاعات است. مقایسه کمی امضاها با استفاده از تجزیه و تحلیل مؤلفه های اصلی امکان پخش تصاویر امضا را فراهم می کند، امکان شناسایی خطاها [۱۳] و شناسایی [۱۴] این سیستم شامل الگوریتم ها و ریاضیات مناسب برای تجزیه و تحلیل جوشکاری بلادرنگ در رایانه های شخصی و بهینه سازی چند بعدی است. عملکرد تشخیص عیب با استفاده از داده های جوشکاری تجربی [۱۵] مقایسه تصاویر امضا لحظه به لحظه در یک جوش تخمین مفیدی از پایداری فرآیند جوش را ارائه می دهد.[۱۶][۱۷] سنجش "از طریق قوس"، با مقایسه تصاویر امضا در هنگام تغییر پارامترهای فیزیکی فرآیند، به تخمین های کمی منجر می شود - به عنوان مثال، موقعیت مهره جوش.[۱۸]

برخلاف سیستم‌هایی که اطلاعات را برای مطالعه بعدی ثبت می‌کنند یا از اشعه ایکس یا اولتراسوند برای بررسی نمونه‌ها استفاده می‌کنند، فناوری SIP به سیگنال‌های الکتریکی نگاه می‌کند و در صورت بروز خطاها را تشخیص می‌دهد. بلوک های داده از 4000 نقطه داده الکتریکی چهار بار در ثانیه جمع آوری شده و به تصاویر امضا تبدیل می شوند. پس از عملیات پردازش تصویر، تجزیه و تحلیل آماری امضاها ارزیابی کمی از فرآیند جوشکاری را ارائه می‌کند، پایداری و تکرارپذیری آن را آشکار می‌کند و تشخیص عیب و تشخیص فرآیند را ارائه می‌دهد. یک رویکرد مشابه، با استفاده از هیستوگرام‌های جریان ولتاژ و اندازه‌گیری آماری ساده شده فاصله بین تصاویر امضا شده برای جوشکاری گاز بی‌اثر تنگستن (TIG) توسط محققان دانشگاه اوزاکا ارزیابی شده است.

## کاربرد صنعتی
SIP اساس سیستم WeldPrint را فراهم می کند که از یک رابط و نرم افزار جلویی بر اساس موتور SIP تشکیل شده است و تنها بر سیگنال های الکتریکی متکی است. این به گونه ای طراحی شده است که نفوذ ناپذیر باشد و به اندازه کافی مقاوم باشد تا در محیط های سخت جوشکاری صنعتی مقاومت کند. اولین خریدار عمده این فناوری، GM Holden  بازخوردی را ارائه کرد که به سیستم اجازه داد تا به روشی اصلاح شود که ارزش صنعتی و تجاری آن را افزایش دهد. بهبود در الگوریتم‌ها، از جمله بهینه‌سازی پارامترهای چندگانه با یک شبکه سرور، منجر به بهبود مرتبه‌ای در عملکرد تشخیص عیب در پنج سال گذشته شده است.  

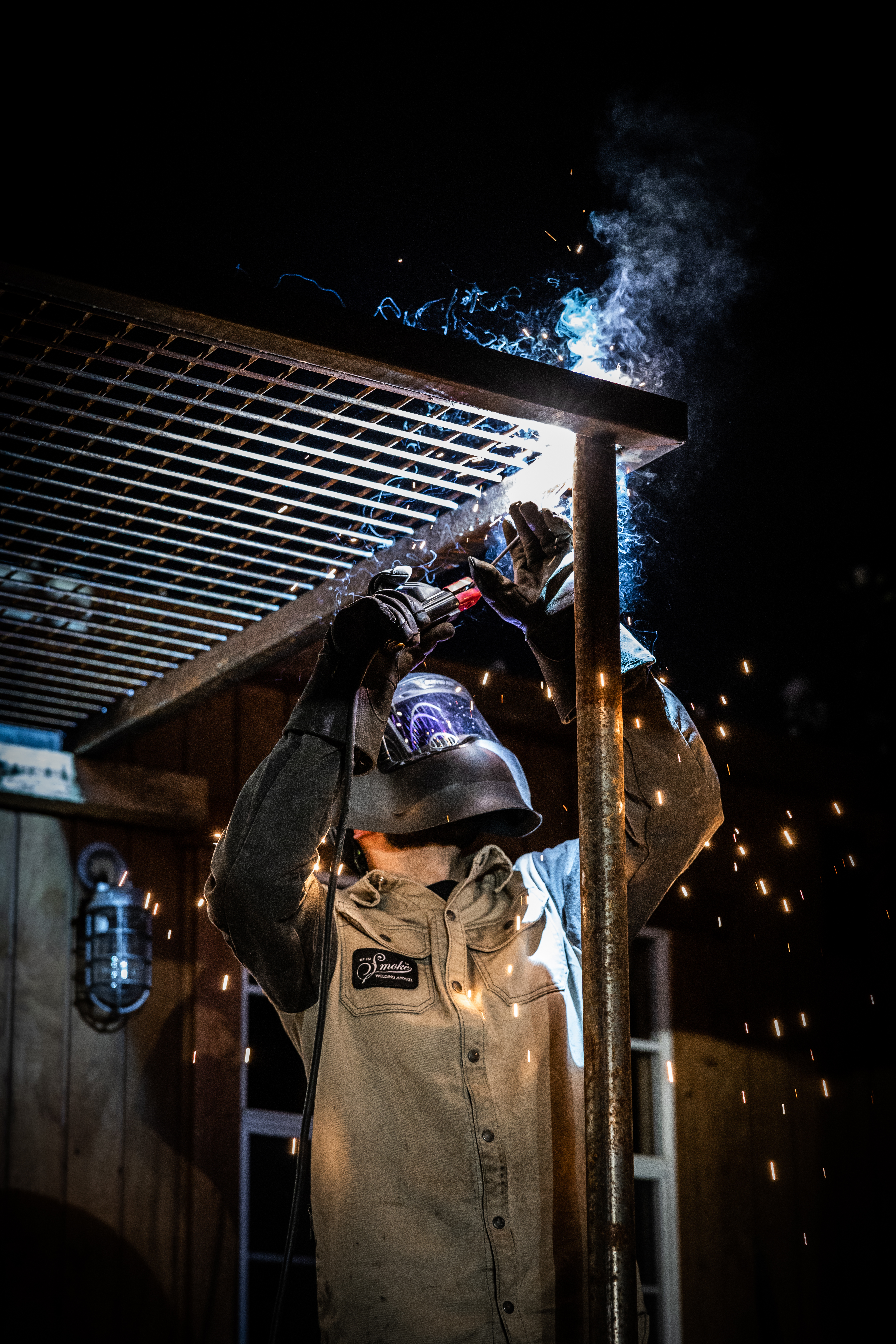
Overhead stick welding.

WeldPrint برای جوشکاری قوس الکتریکی در اواسط سال 2001 در دسترس قرار گرفت. از سال 2001 حدود 70 واحد مستقر شده است که حدود 90 درصد آنها در طبقات مغازه های شرکت های خودروسازی و تامین کنندگان آنها استفاده می شود. کاربران صنعتی عبارتند از Lear (بریتانیا) ، Unidrive، GM Holden، Air International و QTB Automotive (استرالیا). واحدها برای ارزیابی جوشکاری و بهبود فرآیند به شرکت های استرالیایی مانند Rheem، Dux و OneSteel اجاره داده شده اند.
نرم افزار WeldPrint جایزه بهترین نرم افزار تجاری برادر را دریافت کرد (2001). در سال 2003، این فناوری جایزه 100000 دلار استرالیا را برای نوآوری دریافت کرد. و WTi، شرکت فرعی اصلی دانشگاه سیدنی، گواهینامه AusIndustry of Achievement را به‌خاطر قدردانی از توسعه دریافت کرد.
SIP فرصت هایی را برای محققان فراهم کرده است تا از آن به عنوان یک ابزار اندازه گیری هم در جوشکاری  و هم در رشته های مرتبط مانند مهندسی سازه استفاده کنند. فرصت‌های تحقیقاتی در کاربرد مانیتورینگ زیستی EEG‌های خارجی باز شده است، جایی که SIP مزایایی را در تفسیر سیگنال‌های پیچیده ارائه می‌کند 

## نقشه برداری جوش
نگاشت جوش فرآیند تخصیص اطلاعات به تعمیر یا اتصال جوش به منظور امکان شناسایی آسان فرآیندهای جوش، تولید (جوشکارها، شرایط آنها، تاریخ جوشکاری)، کیفیت (بازرسی بصری، NDT، استانداردها و مشخصات) و قابلیت ردیابی (ردیابی) است. نگاشت جوش همچنین باید دارای یک شناسه تصویری برای نشان دادن شماره جوش در نقشه ساخت یا تعمیر ریخته گری باشد. صنایع نظامی، هسته ای و تجاری دارای استانداردهای کیفی منحصر به فردی هستند (مثلا ISO ، CEN ، ASME ، ASTM ، AWS ، NAVSEA ) که مستقیماً رویه ها و مشخصات مربوط به نگاشت جوش را انجام می دهند، هم در ریخته گری فلز که در آن عیوب از طریق GTAW (TIG) حذف و پر می شوند. فرآیندهای جوشکاری یا SMAW (جوشکاری چوبی) یا ساخت اتصالات جوشی که عمدتاً شامل GMAW (جوشکاری MIG) است.

## همچنین ببینید
- عیب جوش
- رادیوگرافی صنعتی